# 神戸ドイツ学院インターナショナル
神戸ドイツ学院インターナショナル (略称；DSKI、英語;DSK International、ドイツ語；Deutsche Schule Kobe International)とは、神戸市東灘区にあるインターナショナルスクールである。2015年にヨーロピアンスクール統合と共に行った改名の前は「神戸ドイツ学院・ヨーロピアンスクール」という名前であった他、それ以前は単に「神戸ドイツ学院」として知られていた。
国際バカロレアPrimary Years Programme認定校。

## 歴史
1909年にドイツ、オーストリア、スイスから来た宣教師などのドイツ系外国人の子息のために設立された神戸ドイツ学院は東アジアで二番目に古いドイツ系のインターナショナルスクールかつ、日本で最も古い外国語学校の一つとなっている。そしてこの学校の設立の背景には日独関係の強化もあった。
2002年にはそれまでのドイツ人向けの教育方針を一転させ、新たにヨーロピアンスクールを新設し、英語教育を開始すると共に初めてドイツ人以外の生徒受け入れを始めた。
2009年には現在の六甲アイランドにあるキャンパスに移転した。このキャンパスは自然や環境に配慮された設計になっている他、2013年のJIA環境建築賞を受賞している。
2015年にはドイツ学院はヨーロピアンスクールを統合するとともにそれまでの「神戸ドイツ学院・ヨーロピアンスクール」という名前から現在の名称に変更された。

## 教育プログラム
本校の教育は年齢別にプレイグループ（1～3歳）、幼児教育（3～5歳）、そして初等教育（5～12歳）の3つに分けられている。